# Ministère de la Défense (Norvège)
Pour les articles homonymes, voir Ministère de la Défense.

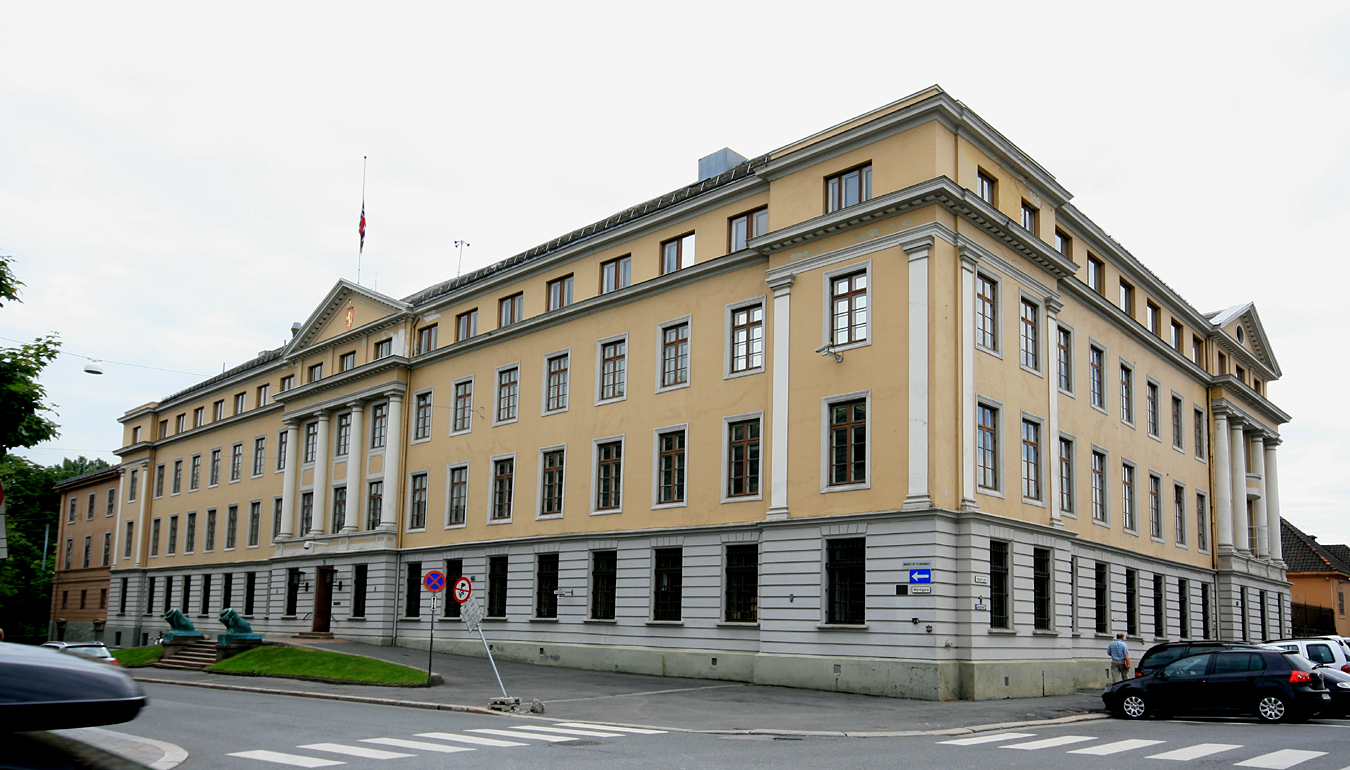
Siège du ministère

Le ministère de la Défense (en norvégien : Forsvarsdepartementet) est un ministère du gouvernement norvégien. À sa tête se trouve le ministre de la Défense (forsvarsminister).

## Liste des ministres de la Défense

### Jusqu'en 1945
- 1885-1889 : Johan Sverdrup
- 1889-1891 : Edvard Hans Hoff (en)
- 1891-1893 : Peter Theodor Holst (en)
- 1893-1894 : Wilhelm Olssøn (en)
- 1894-1895 : Johannes Winding Harbitz (en)
- 1895-1898 : Wilhelm Olssøn (en)
- 1898-1900 : Peter Theodor Holst (en)
- 1900-1903 : Georg Stang (en)
- 1903 : Thomas Heftye (en)
- 1903-1905 : Oscar Strugstad (en)
- 1905-1907 : Wilhelm Olssøn (en)
- 1907 : Christian Michelsen (intérim)
- 1907-1908 : Karl Friederich Griffin Dawes (en)
- 1908 : Thomas Heftye (en)
- 1908-1909 : Haakon Ditlef Lowzow (en)
- 1909-1910 : August Spørck (en)
- 1910-1912 : Karl Bull (en)
- 1912-1913 : Jens Bratlie (en)
- 1913-1914 : Hans Vilhelm Keilhau (en)
- 1914-1919 : Christian Theodor Holtfodt (en)
- 1919 : Rudolf Peersen (en)
- 1919-1920 : Ivar Aavatsmark (en)
- 1920-1921 : Karl Wilhelm Wefring (en)
- 1921-1923 : Ivar Aavatsmark (en)
- 1923-1924 : Karl Wilhelm Wefring (en)
- 1924-1926 : Rolf Jacobsen (en)
- 1926 : Karl Wilhelm Wefring (en)
- 1926-1928 : Ingolf Elster Christensen
- 1928 : Fredrik Monsen
- 1928-1931 : Torgeir Anderssen-Rysst
- 1931-1933 : Vidkun Quisling
- 1933-1935 : Jens Isak de Lange Kobro
- 1935 : Fredrik Monsen
- 1935 : Adolf Indrebø (en)
- 1935-1936 : Oscar Torp (intérim)
- 1936-1939 : Fredrik Monsen
- 1939-1942 : Birger Ljungberg (en)
- 1942-1945 : Oscar Torp

### Sous l'occupation allemande (1940-1945)
- 1940 : Ragnvald Hvoslef (en)
- 1940 : Ingolf Elster Christensen
- 1940-1942 : Albert Viljam Hagelin
- 1942-1945 : Alf Larsen Whist

### Depuis 1945
- 1945 : Oscar Torp
- 1945-1952 : Jens Christian Hauge (en)
- 1952-1954: Nils Langhelle
- 1954-1955 : Kai Birger Knudsen (en)
- 1955-1961 : Nils Handal (en)
- 1961-1963 : Gudmund Harlem (en)
- 1963 : Håkon Kyllingmark (en)
- 1963-1965 : Gudmund Harlem (en)
- 1965-1970 : Otto Grieg Tidemand (en)
- 1970-1971 : Gunnar Hellesen (en)
- 1971-1972 : Alv Jakob Fostervoll (en)
- 1972-1973 : Johan Kleppe (en)
- 1973-1976 : Alv Jakob Fostervoll (en)
- 1976-1979 : Rolf Hansen (en)
- 1979-1981 : Thorvald Stoltenberg
- 1981-1986 : Anders C. Sjaastad (en)
- 1986 : Rolf Presthus (en)
- 1986-1989 : Johan Jørgen Holst
- 1989-1990 : Per Ditlev-Simonsen
- 1990-1993 : Johan Jørgen Holst
- 1993-1997 : Jørgen Kosmo
- 1997-1999 : Dag Jostein Fjærvoll (en)
- 1999-2000 : Eldbjørg Løwer
- 2000-2001 : Bjørn Tore Godal (en)
- 2001-2005 : Kristin Krohn Devold
- 2005-2009 : Anne-Grete Strøm-Erichsen
- 2009-2011 : Grete Faremo
- 2011-2012 : Espen Barth Eide
- 2012-2013 : Anne-Grete Strøm-Erichsen
- 2013-2017 : Ine Marie Eriksen Søreide
- 2017-2021 : Frank Bakke-Jensen (en)
- 2021-2022 : Odd Roger Enoksen
- Depuis 2022 : Bjørn Arild Gram (en)